# Evandro Agazzi
Pour les articles homonymes, voir Agazzi.
 (février 2016).
Si vous disposez d'ouvrages ou d'articles de référence ou si vous connaissez des sites web de qualité traitant du thème abordé ici, merci de compléter l'article en donnant les références utiles à sa vérifiabilité et en les liant à la section « Notes et références ».
Evandro Agazzi, né le 23 octobre 1934 à Bergame en Italie, est un philosophe italien et professeur à l'université de Gênes. Ses champs d'intérêt sont l'éthique de la science, de la technologie, de la logique, de la métaphysique, de la philosophie du langage, de la philosophie des sciences, de l'anthropologie philosophique et de la théorie des systèmes.

## Éducation
Il est diplômé de l'université de Milan, où il a étudié la physique et de l'université catholique du Sacré-Cœur, où il a obtenu un doctorat en philosophie en 1957. Agazzi a également fait des études supérieures à Oxford et dans les universités de Marbourg et Münster.

## Enseignement
Agazzi a enseigné les mathématiques à Gênes, et la philosophie de la science et la logique mathématique à l'université catholique du Sacré-Cœur de Milan. Il a ensuite été nommé professeur de philosophie des sciences à Gênes en 1970. Il a été nommé au siège de l'anthropologie philosophique, de la philosophie de la nature et de la philosophie de la science à l'université de Fribourg en 1979. Il a été professeur associé à l'université Heinrich Heine de Düsseldorf, l'université de Berne, l'université de Pittsburgh, l'université Stanford et l'université de Genève aussi bien que dans d'autres établissements d'enseignements.